# Filato

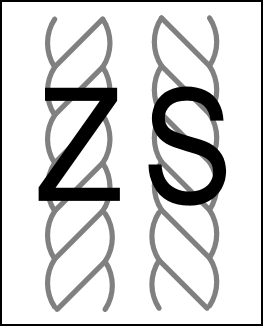
Filato con torsione a Z e a S

Il filato è l'insieme di fibre tessili tenute assieme da una torsione a formare un filo. La torsione può essere destra (indicata con la lettera Z) oppure sinistra (indicata con la lettera S). La torsione è destra quando le fibre sono disposte in spire che salgono verso destra; sinistra quando le spire salgono verso sinistra.
Il processo per ottenere un filato è la filatura, per cui occorre preparare la fibra tessile attraverso operazioni di cardatura e pettinatura, che servono a districare e rendere parallele le fibre e disporle prima in nastro cardato e poi stoppino.

## Tecnica

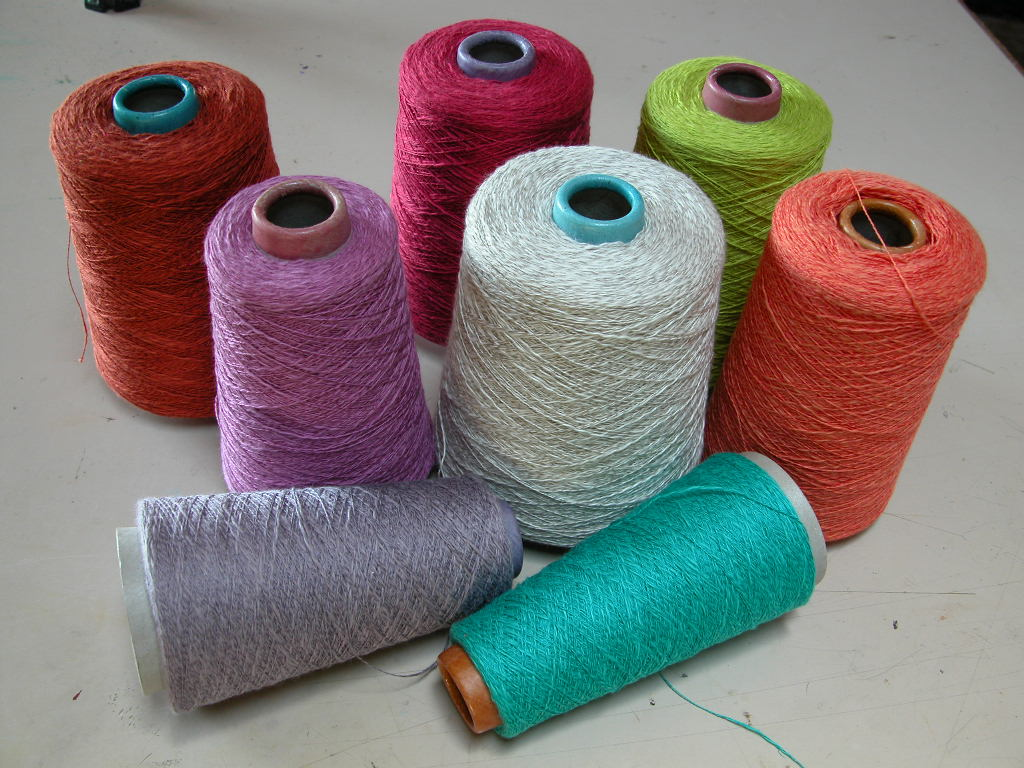
Filato di lino in rocche

Nei secoli sono state sviluppate molte diverse tecniche per ottenere la torsione di questi nastri di fibre, che prevedono l'uso di strumenti più o meno complessi. 
- È possibile avvolgere le fibre con il solo uso delle mani, facendo rotolare il nastro con il palmo della mano su una gamba. Metodo arcaico, ancora in uso in aree rurali europee nella prima metà del XX secolo.
- dal neolitico si è utilizzato il fuso e la conocchia o rocca.
- dal medioevo un marchingegno a pedale chiamato arcolaio, filerina o filarello.
- con la rivoluzione industriale la produzione di filati è svolta da macchinari automatizzati, filatoi che possono essere intermittenti (selfacting o "mule") o continui (ad alette o ad anelli).

## Titolo
La misura di un filato è detta titolo o numero. L'operazione che determina il titolo di un filo o di un filato è detta Titolazione (tessile). Il titolo è un numero che delinea il rapporto tra peso e lunghezza (nella titolazione diretta), e lunghezza e peso (nella titolazione indiretta). Il risultato di questo rapporto, moltiplicato per il coefficiente standard del titolo è il titolo del filo/filato.
Esistono diversi tipi di titoli di fili e filati*:
- diretta:
  - denari 9000
  - tex 1000
- indiretta:
  - numerazione metrica 1
  - numerazione del cotone --
  - numerazione del lino --

(*) il numero seguito da titolo è il coefficiente di riferimento

## Mano

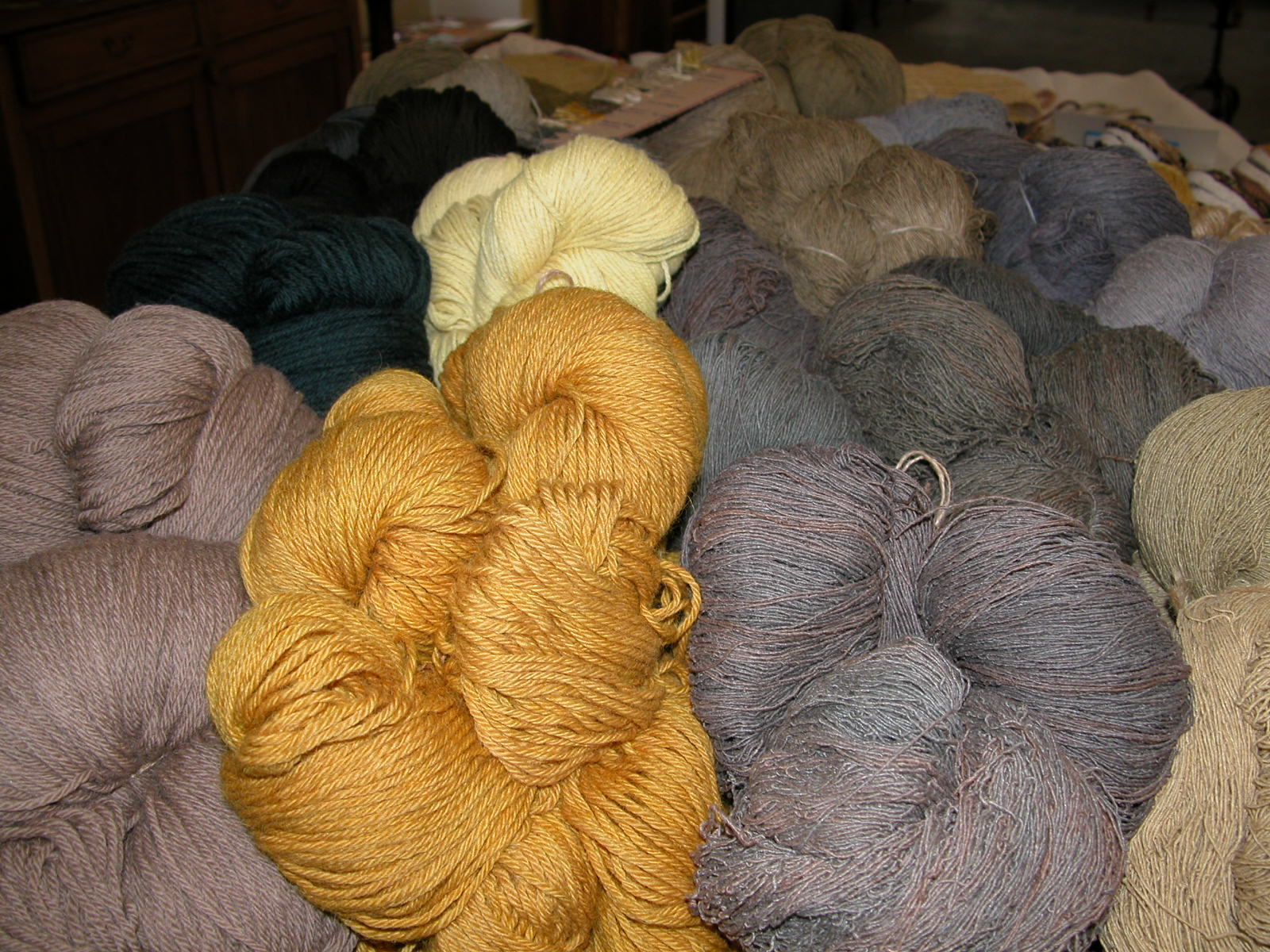
Matasse di lana e seta tinte con colori vegetali

Il termine che descrive la sensazione di tatto che dà un filato è detto mano. La mano può essere: morbida, scattante, ruvida, soffice.

## Formati
I filati si trovano in commercio in:
- spoletta, per filati molto sottili, principalmente per cucito.
- gomitolo, per piccole pezzature, da 40 a 500 grammi, per lavori hobbystici.
- matassa, in uso maggiormente nel passato, da 200 g. 2 kg, formato indispensabile per la tintura,
- rocca, per uso industriale, il filato è avvolto su un cono di cartone o plastica, da 500 g a 2 kg.

Può essere a uno, due o più capi (trefoli). Con la binatura si abbinano più trefoli (capi), cioè si mettono assieme torcendoli più fili sottili (2, 3 o 4) per ottenere un filato di dimensioni maggiori, le torsioni di ogni singolo trefolo si stabilizzano evitando l'inconveniente di vedere il filato torcersi su sé stesso, formando dei cappi, o un lavoro di maglieria deformarsi, andando in sbieco, seguendo la torsione di un solo capo.
Molti sono anche gli effetti decorativi ottenibili su un filato, mescolando fibre di diverso tipo o colore, ottenendo effetti detti mélange, o variando la sezione del filo, ottenendo effetti fiammati, o ancora aggiungendo delle particelle di fibra, spesso di colore contrastante, in effetti bottonati.
- bouclé uno dei due fili forma degli anelli che sporgono con effetto ricciolo.
- velour nel filato sono inseriti pezzettini di filato peloso che danno un effetto velluto.
- fioccato la sezione del filo cambia, da sottile a grossa, inglobando fiocchi o batuffoli.
- fiammato il filato ha spessore irregolare, e dà al tessuto una superficie non omogenea
- bottonato il filo ingloba fiocchetti, pallini, che danno l'effetto bottonato.
- chiné tinto in matasse con due o più colori.
- ingabbiato il filo è, appunto, ingabbiato da una sottile trama per lo più sintetica (in seta nei filati ingabbiati di maggior pregio).